# Xã Franks, Quận Woodruff, Arkansas
Xã Franks (tiếng Anh: Franks Township) là một xã thuộc quận Woodruff, tiểu bang Arkansas, Hoa Kỳ. Năm 2010, dân số của xã này là 124 người.